# Státní znak Papuy Nové Guineje
Státní znak Papuy Nové Guineje je tvořen stylizovanou rajkou s červeno-hnědými křídly a zelenou hrudí, sedící na černobílém domorodém bubnu kundu, za kterým leží černobílé obřadní kopí.
Pod znakem je nápis PAPUA NEW GUINEA, anglický název státu, který však není nezbytnou součástí znaku.

## Historie

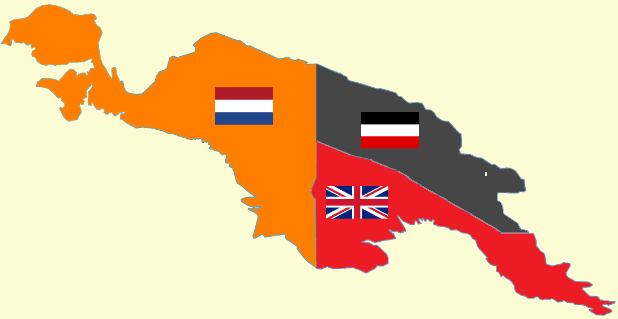
Rozdělení ostrova Nová Guinea do roku 1919

Ostrov Novou Guineu (indonésky Irian) objevili pro Evropu v roce 1526 Portugalci. V 16. století Španělé ostrov pojmenovali Novo Guinea, protože místní obyvatele považovali za příbuzné západoafrických kmenů. V roce 1828 anektovali západní část ostrova Nizozemci, v současnosti tvoří tato část Západní Nové Guineje dvě indonéské provincie (Papua a Západní Papua). Ve východní části ostrova, na které je dnes umístěn stát Papua Nová Guinea, vznikl v roce 1884 v severní části německý protektorát Země císaře Viléma. V jižní části (zvané Papua) vznikl o dva dny později britský Protektorát Nová Guinea.

### Sever
V letech 1885–1899 se na německém území ostrova užívala vlajka Německé novoguinejské společnosti (německy Deutsch Neuguinea-Kompagnie). Jednalo se o bílý list s německou trikolórou v kantonu a logem společnosti při dolním okraji vlající části: černým, kráčejícím lvem, který drží v jedné tlapě červenou lilii.
Kolem roku 1912 začalo Německo uvažovat o rozlišení vlajek svých kolonií podle britského vzoru (německé kolonie byly považovány za nedílnou součást říše). Vlajky byly navrženy, v roce 1914 i schváleny, ale po vypuknutí 1. světové války nebyly nikdy zavedeny. Vlajkou kolonie Německá Nová Guinea měla být německá černo-bílo-červená vodorovná trikolóra se zeleným štítem se zelenou letící rajkou.
Šlo o spodní část vyobrazeného znaku, který se dle jiných zdrojů užíval v letech 1899–1914. Jiný zdroj však uvádí naprosto jiné vyobrazení znaku.
Za 1. světové války bylo německé území obsazeno Austrálií a v roce 1920 vznikl australský mandát Společnosti národů. 9. května 1921 bylo na bývalém německém území vyhlášeno australské Teritorium Nová Guinea. Vlajkou teritoria se stala britská státní námořní vlajka (Blue Ensign) s místním vlajkovým emblémem. Emblém (anglicky Badge) byl tvořen bílým kruhovým polem obklopeným vavřínovým věncem, svázaným modrou stuhou. Emblém obsahoval korunu sv. Eduarda a pod ní písmena T.N.G. (Territory of New Guinea). Je známa i varianta bez koruny. Emblém se na vlajce užíval (kromě období japonské okupace) až do roku 1949.

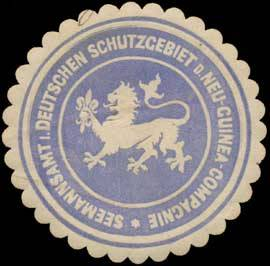
Logo Německé novoguinejské společnosti
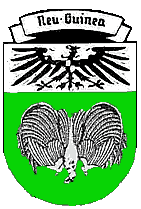
Znak Německé Nové Guiney (1899–1914)
Návrh znaku Německé Nové Guiney (1914)[zdroj?]
Emblém Teritoria Nová Guinea (1921–1942, 1944–1949)

### Jih
Protektorát Nová Guinea tradičně užíval britskou státní námořní vlajku (služební) s místním vlajkovým emblémem ve vlající části. Emblém (anglicky Badge) byl tvořen bílým kruhem s Tudorovskou korunou a pod ní písmena N.G. (New Guinea), někdy i ve tvaru bez teček.
V roce 1888 vznikla z britského protektorátu kolonie Britská Nová Guinea. Emblém zůstal zachován, pouze písmena N.G. nahradila písmena B.N.G. (British New Guinea).
1. září 1906 byla Britská Nová Guinea předána Austrálii. Zámořské území Teritorium Papua užívalo od tohoto data opět britskou služební vlajku, místní emblém se změnil opět pouze částečně: Písmena B.N.G. byla nahrazena písmeny PAPUA. Vlajka s emblémem (je známa i s variantou emblému bez koruny) se užívala (kromě období japonské okupace) až do roku 1949.

Emblém britského Protektorátu Nová Guinea (1884–1888)
Emblém kolonie Britská Nová Guinea (1888–1906)
Emblém australského Teritoria Papua (1906–1942, 1944–1949)

### Papua Nová Guinea
V roce 1946 převzala Austrálie, podle dohody OSN, správu nad severem i jihem a od roku 1949 je spravovala pod názvem Teritorium Papua Nová Guinea. Užívaly se pouze australské symboly. V roce 1968 vznikl Zvláštní výbor pro ústavní vývoj, který měl zemi připravit na nezávislost, předložit návrhy na nový název země a státní symboly. Výbor doporučil, aby státní znak tvořil pták, charakteristický pro ostrov, stylizovaná rajka druhu Gerrus paradisaea.
V červnu 1971 schválil parlament prozatímní název státu Papua Nová Guinea. V lidovém referendu se návrh vlajky setkal spíše s kritikou a po změně byla vlajka přijata až po bouřlivé debatě a těsnou většinou, státní znak byl naopak schválen skoro bez připomínek.
1. prosince 1973 získala země samosprávu a 16. září 1975 nezávislost. Státní znak změněn nebyl.

## Bougainville
Obyvatelé autonomního území Bougainville rozhodli roku 2019 v referendu o tom, že si přejí nezávislost na Papui Nové Guineji. Předpokládá se vznik nového státu.

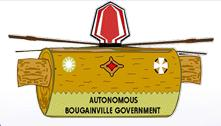
Znak autonomního území Bougainville